# Зимовка (Алтайский край)
Зимовка — упразднённое село в Алтайском крае России. Входило в городской округ город Барнаул. Исключено из учётных данных в 2005 г.

## Географическое и административное положение
Располагалось на правом берегу старицы Талая при впадении её в Обь, на противоположном берегу от Барнаул.

## История
Постановляем Алтайского краевого Совета народных депутатов от 3 февраля 2005 года № 43 село Зимовка, исключено из учётных данных, в связи с тем, что из него выехали все жители.

## Население
При проведении переписи 2002 г. населённый пункт не учитывался.